# R. c. Khelawon
R c. Khelawon, 2006 CSC 57 est un arrêt de principe de la Cour suprême du Canada sur l'exception raisonnée à la preuve par ouï-dire.

## Les faits
Ramnarine Khelawon a été accusé de voies de fait graves, profération de menaces de mort, voies de fait causant des lésions corporelles et voies de fait armée. Les infractions impliquaient cinq résidents d'une maison de soins infirmiers, dans laquelle Khelawon travaillait comme infirmier. Quatre des victimes présumées sont décédées avant le procès de causes non liées. Le cinquième a été déclaré inapte à témoigner. Deux des plaignants décédés, M. Skupien et M. Dinino, avait fait des déclarations enregistrées sur vidéo à la police, concernant les incidents allégués.

## Procès
Étant donné que les déclarants étaient décédés, les déclarations enregistrées sur bande vidéo sont devenues du ouï-dire et la question pour le juge du procès était de savoir si les déclarations étaient suffisamment fiables pour être admises.
Le juge du procès, le juge Grossi, « ... a conclu que les déclarations relatées de chacun des plaignants étaient suffisamment fiables pour être admises en preuve, en se fondant en grande partie sur la similitude « frappante » entre elles. »  Khelawon a été condamné.

## Appel
La Cour d'appel de l'Ontario a accueilli l'appel de Khelawon. Le juge Rosenberg (avec l'appui du juge Armstrong) a rejeté les déclarations, tandis que le juge Blair (dissident) aurait admis les déclarations et rejeté l'appel. La Couronne a demandé l'autorisation d'interjeter appel devant la CSC pour rétablir les déclarations de culpabilité de Khelawon. L'autorisation d'interjeter appel a été accordée à l'égard de M. La déclaration de Skupien, mais démentie à l'égard de M. Déclaration de Dinino.

## Jugement de la Cour suprême
La juge Louise Charron a rendu la décision unanime de la Cour suprême. La Cour a jugé que la déclaration de Skupien était irrecevable, car elle n'était pas suffisamment fiable. En rendant la décision de la Cour, le juge Charron a apporté une modification majeure à au test de fiabilité de l'exception raisonnée du ouï-dire, annulant effectivement cette partie de R c. Starr. En particulier, la barre érigée par Starr sur l'utilisation de preuves corroborantes dans l'évaluation du seuil de fiabilité ne s'applique plus. 
Au lieu de catégoriser les facteurs de fiabilité en seuils et stades discrets et non exclusifs et ultimes,  les tribunaux devraient désormais adopter une approche plus fonctionnelle et se concentrer sur les dangers particuliers soulevés par la preuve par ouï-dire que l'on cherche à présenter et sur les attributs ou les circonstances sur lesquels se fonde le promoteur pour surmonter ces dangers.
En effet, les juges de première instance peuvent désormais considérer des preuves allant au-delà des circonstances dans lesquelles la déclaration a été faite à l'étape du seuil de fiabilité, qui comprend des preuves corroborantes ou contradictoires.